# Đảng Giấc mơ Gruzia – Gruzia Dân chủ
Giấc mơ Gruzia-Gruzia Dân chủ (tiếng Gruzia: ქართული ოცნება–დემოკრატიული საქართველო, k'art'uli ots'neba–demokratiuli sak'art'velo)là một chính đảng đối lập ở Gruzia thành lập vào ngày 19 tháng 4 năm 2012, thông qua những nỗ lực của tỷ phú doanh nhân và chính trị Bidzina Ivanishvili. Đảng này đã thành công thách thức đảng Phong trào dân tộc cầm quyền trong cuộc bầu cử quốc hội Gruzia năm 2012. Theo kết quả sơ bộ, đảng này đã thắng cuộc bầu cử này với 53% số phiếu bầu, trong khi đảng cầm quyền Phòng trào dân tộc giành được 42%. Tổng thống Gruzia Mikheil Saakashvili đã thừa nhận rằng đảng của ông bị thua, và cam kết sẽ hỗ trợ quá trình hiến pháp thành lập một chính phủ mới. 

## Thành lập
Đảng này phát triển từ phong trào Giấc mơ Gruzia, khởi xướng bởi Ivanishvili làm một nền tảng cho các hoạt động chính trị của mình trong tháng 12 năm 2011. Do Ivanishvili không phải là một công dân Gruzia tại thời điểm của phiên khai mạc của đảng, luật sư Manana Kobakhidze được bầu là Chủ tịch tạm thời danh nghĩa, Giấc mơ dân chủ Gruzia. Đảng này cũng bao gồm một số nhân vật Gruzia đáng chú ý như các chính trị gia Subari Sozar, cựu bộ trưởng ngoại giao Tedo Japaridze, kiện tướng cờ tướng Zurab Azmaiparashvili, nhà bình luận an ninh Irakli Sesiashvili, nhà văn Guram Odisharia và cầu thủ bóng đá nổi tiếng Kakha Kaladze.

### Liên minh Giấc mơ Gruzia
Liên minh Giấc mơ Gruzia, trung tâm là đảng Gruzia giấc mơ dân chủ, bao gồm 6 bên chính trị định hướng về ý thức hệ đa dạng. Liên minh này bao gồm những người tự do ủng hộ thị trường và thân phương Tây cũng như những người theo chủ nghĩa dân tộc cực đoan lối nói bài ngoại, và đại diện của chính quyền Shevardnadze đã bị mất quyền trong Cách mạng hoa hồng năm 2003. Tên của liên minh này được lấy cảm hứng từ một bài hát rap Bera của con trai Ivanishvili. 